# Mahendragarh
Mahendragarh là một thị xã của quận Mahendragarh thuộc bang Haryana, Ấn Độ.

## Địa lý
Mahendragarh có vị trí 28°17′B 76°09′Đ / 28,28°B 76,15°Đ Nó có độ cao trung bình là 262 mét (859 feet).

## Nhân khẩu
Theo điều tra dân số năm 2001 của Ấn Độ, Mahendragarh có dân số 23.977 người. Phái nam chiếm 53% tổng số dân và phái nữ chiếm 47%. Mahendragarh có tỷ lệ 67% biết đọc biết viết, cao hơn tỷ lệ trung bình toàn quốc là 59,5%: tỷ lệ cho phái nam là 76%, và tỷ lệ cho phái nữ là 57%. Tại Mahendragarh, 14% dân số nhỏ hơn 6 tuổi.